# La Cage aux lézards
The Lizard Cage
La Cage aux lézards est un roman de Karen Connelly, paru en 2005 en anglais canadien sous le titre The Lizard Cage, et en 2007 en français. Il évoque les conditions de détention en Birmanie, la dureté du régime, les tentatives de résistance, la dureté de la répression, mais aussi l'amour et l'espoir.

## Résumé
Le chanteur contestataire Teza, âgé de 25 ans, est arrêté pour sa participation aux manifestations de 1988 en Birmanie,,. Condamné à vingt ans de cachot, il est enfermé dans une cage en bois de 2,5 m sur 2,5 m, et subit la torture, la souffrance, la misère. Il survit par les petits lézards qu'il arrive parfois à attraper pour profiter de leurs protéines, plus que par la maigre nourriture quotidienne.
Teza fait la connaissance d'un enfant orphelin qui, sans être prisonnier, n'est jamais sorti de la prison où il vit de petits travaux. Après de longues méditations, il décide d'accepter sa mort mais organise la libération de l'enfant.

## Genèse du roman
Le roman bénéficie d'un long travail préparatoire de Karen Connelly, qui, bénéficiant d'une bourse Rotary, passe un an dans un village du nord de la Thaïlande. Elle enquête près de la frontière avec la Birmanie, auprès des réfugiés et des exilés birmans. Elle y recueille notamment les récits de la dureté du régime, des « tortures inimaginables », et les témoignages des prisonniers politiques enfermés dans des cages.

## Accueil critique
Jacques Sterchi, de La Liberté, trouve cet ouvrage « glaçant ». Pour le chroniqueur de Psychologies, c'est « un récit où l'amour et l’espoir se fraient un chemin ».
Pour Jean Soublin, du Monde, ce roman est « atroce et superbe ». Au-delà de la dénonciation des injustices et des atrocités birmanes, le livre dénonce l'ensemble des dictatures et toutes les violences ; et « la force de la pensée [devient la] seule arme possible contre l'arbitraire ». Soublin juge ce livre « profondément humain, et profondément pieux ».

## Éditions
- Édition originale en anglais du Canada : (en) Karen Connelly, The Lizard Cage, 2005.
- Première édition en français : Karen Connelly (trad. Sylviane Lamoine), La Cage aux lézards, Buchet Chastel, 2007, 610 p. (ISBN 978-2-283-02218-4).
- Édition format poche en français : Karen Connelly (trad. Sylviane Lamoine), La Cage aux lézards, J'ai lu, 2012, 669 p. (ISBN 978-2-290-01828-6).